# Савко-Бахтєєв Володимир Володимирович
Володи́мир Володи́мирович Савко́-Бахтєє́в — молодший лейтенант Збройних сил України, учасник російсько-української війни, що відзначився у ході російського вторгнення в Україну. Герой України (2024).

## Життєпис
Служить у складі 8-го окремого полку спеціального призначення Сил спеціальних операцій Збройних сил України.
Брав участь в АТО та операції Об'єднаних сил на сході України.
З початком російського вторгнення в Україну служить і далі. Завдяки його мужності та професіоналізму знищено значну кількість окупантів і ворожої техніки.

## Нагороди
- Звання Герой України з врученням ордена «Золота Зірка» (26 липня 2024) — за особисту мужність і героїзм, виявлені у захисті державного суверенітету та територіальної цілісності України, самовіддане служіння Українському народові[3];
- Орден «За мужність» II ступеня (28 липня 2023) — за особисту мужність, виявлену у захисті державного суверенітету та територіальної цілісності України, самовіддане виконання військового обов’язку[4];
- Орден «За мужність» III ступеня (17 червня 2022) — за особисту мужність і самовіддані дії, виявлені у захисті державного суверенітету та територіальної цілісності України, вірність військовій присязі[5];
- Медаль «За військову службу Україні» (29 липня 2016) — за особисту мужність і високий професіоналізм, виявлені у захисті державного суверенітету та територіальної цілісності України, вірність військовій присязі[6].